# サリデ
サリデ（英語:sarid）は、旧約聖書に登場するゼブルン族の南の境界線にある町の名前である。「逃れた者」を意味するヘブル語が語源である。
エスドラエロン平原の北端で、ナザレから南に8kmのテル・シャドゥドにあたるのではないかと言ている。